# Maasdorf (Südliches Anhalt)

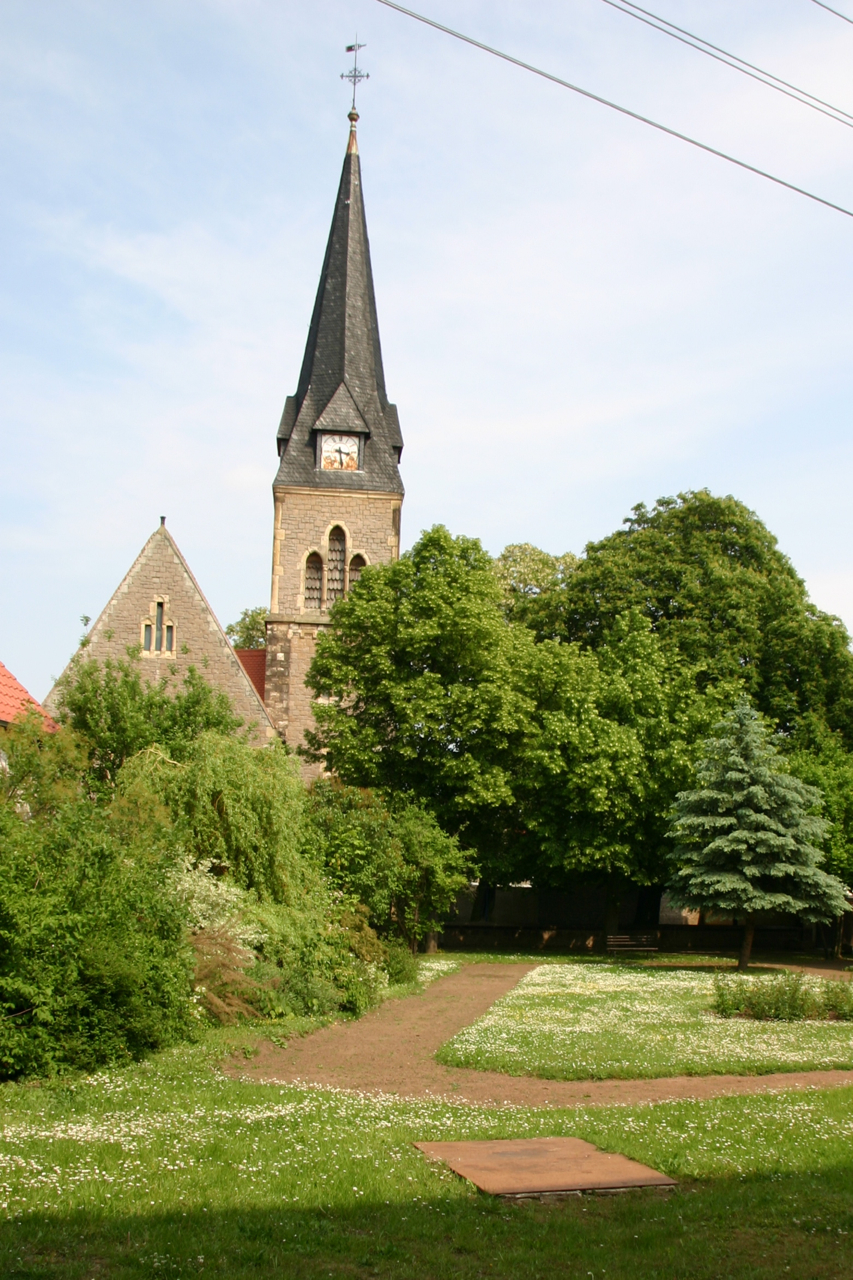
Neugotische Kirche

Maasdorf ist ein Ortsteil der Stadt Südliches Anhalt im Landkreis Anhalt-Bitterfeld in Sachsen-Anhalt.

## Geografie
Maasdorf liegt zwischen Köthen (Anhalt) und Halle (Saale) sowie südöstlich von Edderitz.

## Geschichte
Mastre wurde erstmals 1253 erwähnt und wurde 1338 von Johann von Gatersleben an den Fürsten Albrecht II. verkauft.
Seit 1469 heißt der Ort Massdorf.
1844 lebten hier 279 Menschen.
Die alte Kirche des Ortes, die schon im 14. Jahrhundert bestand, wurde 1901 abgerissen und durch einen Neubau ersetzt.
Bis zur Neubildung der Einheitsgemeinde Südliches Anhalt am 1. Januar 2010 war Maasdorf eine selbständige Gemeinde in der Verwaltungsgemeinschaft Südliches Anhalt.

## Politik

### Bürgermeister
Der letzte Bürgermeister der Gemeinde Maasdorf war Andreas Böhme, der jetzt als Ortsbürgermeister amtiert.

### Wappen
Blasonierung: „In Blau eine schwarz konturierte silberne Glocke an einem geschwungenen, mit fünf schwarzen Nagelköpfen besetzten goldenen Glockenstuhl.“
Die Gestaltung eines Wappens für Maasdorf wurde von der Gemeinde im April 1998 in Auftrag gegeben, um im Siegel, auf der Flagge und im sonstigen Gebrauch ein den Regeln der Heraldik entsprechendes und offiziell genehmigtes Hoheitszeichen des Ortes zu führen.
Maasdorf führte bis dahin kein offiziell genehmigtes Wappen, verwendete jedoch nachweislich seit vielen Jahrzehnten eine Glocke im Bildsiegel. Diese Glocke bezieht sich auf eine Gemeindeglocke der hiesigen Kirche. Sie ist von zwei vorhandenen Glocken die kleinere Glocke und wurde wahrscheinlich im 13. Jahrhundert in Reinsdorf gegossen. Ihr Schriftband trägt die Worte: „Oh, König der Erden, komme mit Frieden, sie soll Johanna heißen.“
Zu DDR-Zeiten führte Maasdorf seine Glocke auch in einem selbst entworfenen Wappen. Da dieses aber heraldisch unkorrekt war, bedurfte es zur Genehmigung eines Redesigns, das durch den Kommunalheraldiker Jörg Mantzsch erfolgte.

## Gedenkstätte
- Grabstätte auf dem Ortsfriedhof für einen unbekannten KZ-Häftling, der im April 1945 bei einem Todesmarsch aus dem KZ Langenstein-Zwieberge, einem Außenlager des KZ Buchenwald, von SS-Männern ermordet wurde

## Wirtschaft

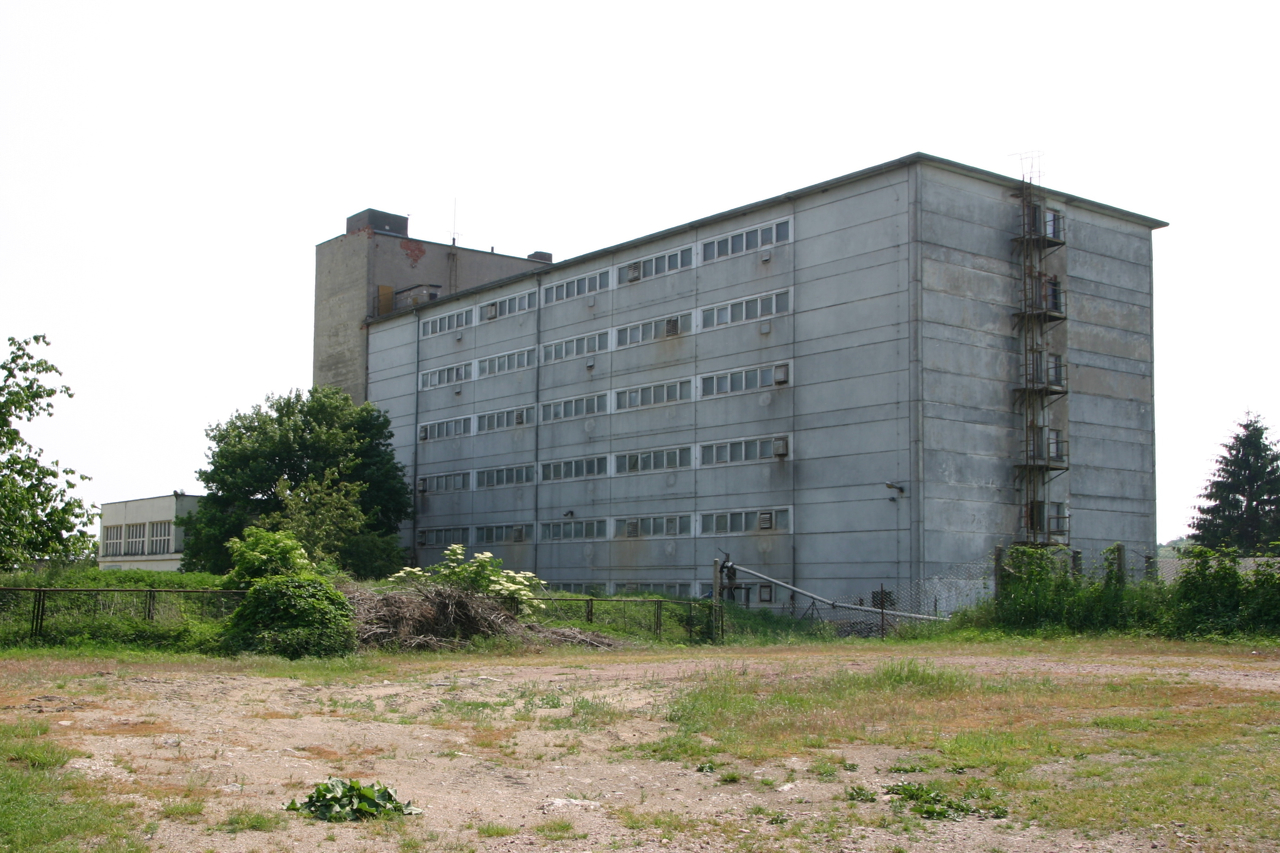
Das „Schweinehochhaus“

Am Ortsrand befindet sich das Schweinehochhaus der Firma JSR Hybrid Deutschland GmbH. Auf insgesamt sechs Etagen wurden rund 500 Hybridsauen zur Zucht gehalten.

## Verkehrsanbindung
Östlich von Maasdorf verläuft die Bundesstraße 183, von Bitterfeld-Wolfen nach Köthen (Anhalt).